# William Cavendish, 4. hertug af Devonshire
William Cavendish, 4. hertug af Devonshire (født 8. maj 1720, død 2. oktober 1764) var en britisk adelsmand og statsmand fra Whig-partiet, der var Storbritanniens premierminister fra 1756 til 1757.